# 애니타임 (사탕)
애니타임은 롯데웰푸드에서 생산하는 자일리톨 사탕이다.

## 특징
캔디 1개당 10kcal

## 종류
- 밀크민트
- 자두&복숭아